# Beralade arcuata
Beralade arcuata är en fjärilsart som beskrevs av Emilio Berio 1940. Beralade arcuata ingår i släktet Beralade och familjen ädelspinnare. Inga underarter finns listade i Catalogue of Life.